# 松濤温泉シエスパ
松濤温泉シエスパ（しょうとうおんせんシエスパ）は、東京都渋谷区にかつて存在した会員制温泉施設である。施設名のシエスパとはShe(彼女)とSiesta(シエスタ)とSpa(スパ)から取った造語。

## 概要
文化村通りから1本外れた、渋谷区松濤に2006年1月オープン。運営は、ユニマットホールディング子会社の「株式会社ユニマットビューティーアンドスパ」が行っていた。利用は18歳以上の女性に限られており、その理由のひとつとして、敷地面積が広くないので男女共用が難しかったから、というのが挙げられている。開業当初は渋谷初の温泉として話題を集めたが、後述する爆発事故を受けて、営業休止期間の後、2007年8月31日に閉館した。

### 営業時のデータ
- 営業時間：11:00 - 翌9:00（不定休）
- 泉質：ナトリウム塩化物泉
- 泉温：36.0℃
- 湧出量：毎分190リットル（動力揚湯）

### フロア構成
- 地下1階 - ロッカー室、パウダーエリア、ショップ、機械室
- 1階 - フロント、マッサージ室、事務所
- 2階 - レストラン
- 3階 - ヨガスタジオ
- 4階 - リラクセーションルーム
- 5階 - アイスバーデ、岩盤浴、ウォーターベッド、バー
- 6階 - トリートメントルーム
- 7階 - 脱衣所、浴場「深海の湯」、洗い場、スチームサウナ、アクアトリートメント
- 8階 - 露天風呂「天空の湯」、足湯、水風呂、フィンランドサウナ

## 沿革
- 2006年1月19日 - 開店。
- 2007年6月19日 - 後述の爆発事故が発生し、女性従業員3名が死亡、通行中の男性1名が意識不明の重体、事実上閉店。
- 2007年7月10日 - 渋谷区役所に対し、爆発した別棟とともに、営業休止中の本館も併せて取り壊し、今後営業は再開しないとの方針を伝える。
- 2007年8月31日 - 正式に閉店。
- 2010年6月16日 - ユニマット不動産は、施設の設計・施工に携わった大手ゼネコンを含め4社に対し、105億円の損害賠償を求める訴えを東京地方裁判所に起こした[4]。
- 2019年12月2日 - 跡地に、株式会社ユニマットプレシャスによるコワーキングスペース『WORK COURT渋谷松濤』がオープン[5]。なお、元本館は当初取り壊しが予定されていたが、内装を改めた居抜き物件としてそのまま活用された。
- 2023年4月30日 - 『WORK COURT渋谷松濤』が営業を終了[6]。

## 爆発事故
2007年6月19日午後2時30分頃、別館地下から爆発が起こった。従業員用施設として、1階に更衣室、2階に休憩室が設けてあった。地下はポンプ室になっていて、お湯を汲み出すポンプのほか、天然ガスを逃がす装置も設置してあった。天然ガス排気装置等において何らかの故障が発生した結果、ガスがポンプ室に充満し、火花が散ったことで爆発した。
本館は、爆発事故から10年以上にわたり解体されないままバリケードで封鎖されたのみの状態をさらしていた。その後建物を事務所・飲食店仕様に改装しコワーキングスペースが開業した。
別棟も長年に渡り、事故当時の状態で封鎖され放置されていたが、事故に関する刑事裁判が終了したことから2016年末までにようやく撤去され、跡地はコインパーキングとなった。